# A pénz nem boldogít
A pénz nem boldogít 1989-ben bemutatott amerikai filmvígjáték, melyet Daniel Adams írt és rendezett. A főszerepben Jonathan Penner látható, Sandra Bullock csupán kisebb szerepet játszik benne.

## Történet
Sandra Bullock és Jonathan Penner a főszereplői ennek a vidám és szexi komédiának.
A New York-i reklámszakembernek, Morris Codmannek látszólag mindene megvan – tehetséges, van egy gyönyörű barátnője, Debbie.
Amikor elveszíti a munkáját, elhatározza, hogy felhasználva a reklám szakmában szerzett tapasztalatait, létrehozza a saját vallását, hogy milliomos legyen.
Debbie megpróbálja meggyőzni őt arról, hogy a pénz nem minden, és hogy éppen azért szereti a férfit, amilyen. Meglepő módon Morris meggazdagodik, de vajon a szerelem túléli a mindenható dollár utáni hajszát?

## Szereplők
- Jonathan Penner – Morris Codman
- Gerald Orange – Ian Clarity
- Sandra Bullock – Debby
- Wendy Adams – Peggy
- Chuck Pfeiffer – Brendan Collins